# Tasso di rotazione del capitale investito
Il tasso di rotazione del capitale investito (o tasso di rotazione degli investimenti), abbreviato con l’acronimo inglese ROT (Return on Turnover) o talvolta con TRI, è una misura economica (indice) che rappresenta un importante indicatore di efficienza, in quanto esprime la capacità del capitale investito di trasformarsi in ricavi di vendita. 
Se gli investimenti presentano un alto tasso di rigidità, le immobilizzazioni prevalgano sull’attivo circolante (imprese industriali). Se gli investimenti, invece, presentano un alto tasso di elasticità, l’attivo circolante prevale sull’attivo immobilizzato (imprese mercantili). Un alto tasso di rigidità degli impieghi, se non accompagnato da un buon giro d’affari, può far assumere all’indice bassi valori nel breve periodo, in attesa del completamento del ciclo degli ammortamenti.
Dal momento che il totale degli investimenti coincide col totale delle fonti di finanziamento l’indice esprime, inoltre, quante volte le fonti si ripresentano sotto forma di ricavo definendo sia l’adeguatezza di esse sia il giro d’affari aziendale.
{\displaystyle ROT={Ricavi\ di\ vendita \over Capitale\ investito}}
La variazione dell’indice nel tempo (stessa impresa nel periodo T0 rispetto al successivo periodo T1) o nello spazio (impresa in relazione ai concorrenti) fornisce indicazione circa l'efficacia dei fattori produttivi (capitale investito) in relazione ad un determinato volume di ricavi.
Quando l’indice assume valori numerici minori di “1” l’azienda, con tutta probabilità, versa in una delle seguenti condizioni: sotto sfruttamento degli investimenti; livelli eccessivi di fonti di finanziamento (probabilmente inutili ai fini dello svolgimento delle attività aziendali); giri d’affari assai bassi.
Associato al ROS l’indice rappresenta la disaggregazione del ROI.
Infatti:
{\displaystyle ROI=ROS\times ROT}
dove 
{\displaystyle ROS={RO \over V}}
e    
{\displaystyle ROT={V \over C_{i}}}
elidendo V nei due indici otteniamo:
{\displaystyle ROI={RO \over C_{i}}}